# Masone (Reggio Emilia)
Masone o Villa Masone (La Masòun in dialetto reggiano) è una frazione del comune di Reggio Emilia.

## Geografia fisica
Sita nella pianura Padana, a 7 km ad est del capoluogo, è attraversata in senso est-ovest dalla via Emilia che le permette di collegarsi ad ovest con Reggio Emilia e ad est con Bagno e Rubiera.

## Storia
Sebbene abbia un aspetto prevalentemente moderno, il borgo in passato era chiamato Trexinaria, dal torrente Tresinaro, che qui scorreva. A Masone infatti vi era il ponte sul torrente e nel corso dei secoli sorsero osterie, un ospizio e un ospitale, detto di San Bovis de Vogeria (Bovo di Voghera). Comune autonomo nel 1315, nel 1447 sotto Masone furono soggette Roncadella, Marmirolo e Calvetro. La chiesa di Masone, nel corso della sua storia, passò sotto il controllo dei Cavalieri Gerosolimitani della commenda di Santo Stefano, per questo venne detta della Masone, dal francese maison. Di questa origine transalpina rimane traccia nel dialetto, ove Masone è detta La Masòun.

## Monumenti e luoghi d'interesse

### Architetture religiose
- Chiesa parrocchiale di San Giacomo Maggiore, costruita nel 1133, restaurata radicalmente nel 1773 e in misura minore nel 1904 e nel 1927.

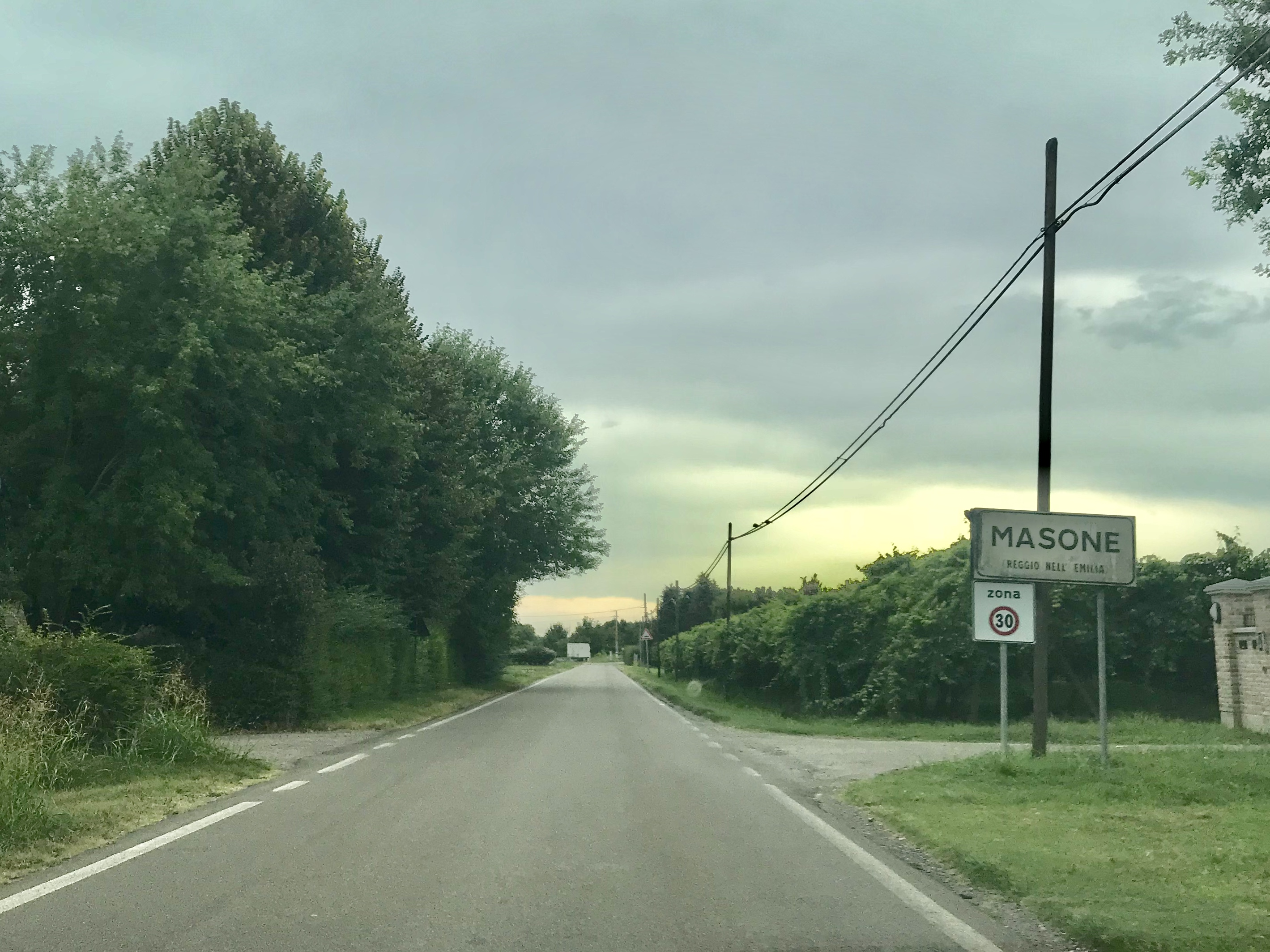
Paesaggio agrario all'ingresso dell'abitato